# Сява (рэпер)
Вячесла́в Серге́евич Хаха́лкин (род. 18 апреля 1983, Пермь), более известный под псевдонимом Сява — российский музыкант (исполнитель рэпа и других жанров, композитор, автор песен), диджей, продюсер, актёр, теле- и радиоведущий. В качестве диджея и продюсера выступает под псевдонимом Sovi.

## Биография
Вячеслав Хахалкин родился 18 апреля 1983 года в Перми, в микрорайоне Юбилейный. Учился в средней школе № 82. В школьные годы занимался баскетболом. Прилежным учеником, по его словам, никогда не был, а в третьем классе из-за плохой успеваемости даже был оставлен на второй год. Окончил школу в 1999 году.
В 1998 начал карьеру танцора в хореографическом коллективе Voodoo, в составе которого выступал в пермских ночных клубах, а также на разогреве концертов Bad Balance, Децла и группы «Дискотека Авария».
В 2001 году в качестве MC стал участником музыкального коллектива Vaparone Orchestra. Работал звукорежиссёром, рекламным продюсером, ведущим шоу «Радио Резерв» и «Клубная Пятница» в пермском эфире радио «Европа Плюс». В клубах Перми выступал как диджей под псевдонимом DJ Slava Mook.
В 2006 году создаёт проект «Plastмасса» в жанре хард-рэп, с которым выступает на фестивале «Казантип».
В 2009 году исполнил роль в спектакле «Засада» пермского театра «Сцена-Молот», также был автором музыки для этого спектакля.

## Образ Сявы
Образ рэпера Сявы — «гопника с района» — изначально создавался с целью раскрутки пермского медиапортала lovi.tv. В телепередаче «Главный герой» на НТВ рэпер Сява и диджей Slava Mook сначала заявляли, что не имеют никакого отношения друг к другу. Однако через несколько месяцев, в другом выпуске передачи, произошло официальное разоблачение образа. В интервью проекту «вМесте» Вячеслав рассказывал, что образ Сявы был «вдохновлён» компаниями гопников и наркоманов, с которыми пересекались его круги общения в подростковые годы:
«Что связано с алкоголем и с наркотиками — я максимально на живом примере увидел, насколько это разрушительно и что с людьми происходит. При этом всю эту культуру я всё время впитывал в себя, и в дальнейшем это всё превратилось в симбиоз в проекте „Рэпер Сява“. В нём всё есть: все окрасы всех вот этих ребят, которые находились в то время в моём окружении».
В 2008 году выпустил первую песню «Бодрячком!», которая и сделала персонажа известным: клип на эту песню набрал более шести миллионов просмотров[когда?]. Помимо Сявы, в первых клипах также появлялись два постоянных персонажа: Сиплый (роль исполняет Илья Друзьякин) и Сержаня (роль исполняет Сергей Шкарупа). В 2009 году рэпера Сяву номинировали на премию «Герой рунета». Уже в первом этапе Сява набрал 1000 голосов и досрочно вышел во второй этап, где, однако, не попал в пятёрку призёров.
Один из постоянных членов жюри хип-хоп фестиваля «Битва трёх столиц». Озвучил саундтрек для одного из эпизодов сериала «Зайцев+1». Также семь песен Сявы, включая «Бодрячком», попали в саундтрек сериала «Краткий курс счастливой жизни». Выпускал совместные работы с Витей АК-47, Ноггано, группами «Рубль» и «Триагрутрика».
В мае 2017 года принял участие в проекте Versus Battle, где выступил против рэпера Lil Dik. Баттл закончился потасовкой между оппонентами. В 2021 году, обсуждая баттл на подкасте «Серёжа и микрофон» с ведущим Сергеем Мезенцевым (исполнителем роли Lil Dik), Вячеслав рассказал, что драка была запланирована заранее, но знали об этом только сами участники баттла и ведущий Ресторатор. Зрители на площадке, не знавшие о постановке, приняли конфликт за настоящий.
В 2021 году в образе рэпера Сявы стал гостем юмористической игры «Суперлига» на телеканале СТС. С 2022 года — ведущий турнира по боям без правил Epic Fighting Championship.

## В культуре
- Пародию на песню «Бодрячком» под названием «Рэпер Сева» в 2009 году выпустило творческое объединение «ГЛОМ!». Роль рэпера Севы, стереотипного студента-«ботаника», исполнил комик и пародист Сева Москвин (в дальнейшем — ведущий Comedy Radio)[8].
- Фрагмент текста песни «Бодрячком» был использован в русском дубляже мультсериала «Американский папаша»[9].

## Другие проекты
В 2014 году Вячеслав Хахалкин запустил проект Matematique на лейбле A.D. Group в жанре танцевальной и электронной музыки, где выступал как диджей, продюсер и MC. В ноябре 2014 года в рамках этого проекта выпустил альбом «Любовь к музыке». В 2016 году проект Matematique был закрыт.
В качестве диджея и продюсера электронной музыки под новым псевдонимом Sovi Вячеслав сотрудничал с лейблом Gazgolder. С проектом Sovi также работали лейблы Sound4Label (Франция), RunDBN (Нидерланды).
В конце 2016 года Вячеслав Хахалкин совместно с коллегой Ильёй Друзьякиным представил проект Krot8, где выпускал треки в жанрах хип-хоп, брейкс, техно и минимал.
В 2016 году запустил собственный бренд уличной одежды Le Pacantré.

## Дискография

### Рэпер Сява

#### Студийные альбомы
| Год  | Название                     |
| ---- | ---------------------------- |
| 2009 | Бодрячком                    |
| 2010 | Гоп-хоп. Панацея от всех бед |
| 2011 | На злобу дня                 |
| 2013 | Oдесскиi альбом              |
| 2015 | 7 лет в эфире                |
| 2016 | #набитах                     |
| 2022 | Es Fuego                     |

#### Мини-альбомы
| Год  | Название            |
| ---- | ------------------- |
| 2010 | Пацаны против хуйни |
| 2017 | 777                 |
| 2018 | Меломан             |
| 2022 | Без мата            |
| 2023 | Без мата 2          |

### Matematique

#### Студийные альбомы
| Год  | Название        |
| ---- | --------------- |
| 2014 | Любовь к музыке |

#### Синглы
| Год  | Название      |
| ---- | ------------- |
| 2014 | #iPhonePhile  |
| 2014 | Кипяток       |
| 2015 | Ахудивительно |
| 2015 | Space Boy     |
| 2015 | White Dope    |

### Sovi

#### Мини-альбомы
| Год  | Название             |
| ---- | -------------------- |
| 2017 | First Sound of Human |
| 2018 | Rockabye Baby        |

### Krot8

#### Синглы
| Год  | Название       |
| ---- | -------------- |
| 2016 | Стробоскоп     |
| 2017 | Street Fighter |
| 2017 | Ей нужен hype  |
| 2017 | Не по пути     |

## Фильмография
| Год  | Фильм                                      | Роль                    |
| ---- | ------------------------------------------ | ----------------------- |
| 2009 | «Лучшие песни» (музыкальный клип DJ Smash) | Сява                    |
| 2010 | «Инспектор Купер» (сериал)                 | Гоша                    |
| 2010 | «Школа» (сериал)                           | главарь банды скинхедов |
| 2013 | «Моя Русалка, Моя Лореляй»                 | сутенёр Костик          |
| 2018 | «Клубаре»                                  | силовик                 |